# شنتارو شيميزو
شنتارو شيميزو (باليابانية: 清水 慎太郎) (مواليد 23 أغسطس 1992)، هو لاعب كرة قدم ياباني سابق كان يلعب كمهاجم.

## وصلات خارجية
- شنتارو شيميزو على موقع رابطة كرة القدم اليابانية للمحترفين (اليابانية)
- شنتارو شيميزو على موقع قاعدة بيانات كرة القدم.إي يو (الإنجليزية)
- شنتارو شيميزو على موقع Soccerway.com (الإنجليزية)
- شنتارو شيميزو على موقع عالم كرة القدم.نت (الإنجليزية)
- شنتارو شيميزو على موقع كووورة